# Bulolispa
Bulolispa is een geslacht van kevers uit de familie bladkevers (Chrysomelidae).
De wetenschappelijke naam van het geslacht werd in 1990 gepubliceerd door Gressitt & Samuelson.

## Soorten
- Bulolispa bimaculata Gressitt, 1990
- Bulolispa sublineata Samuelson, 1990